# Polska Liga Siatkówki (2005/2006)
Polska Liga Siatkówki 2005/2006 − 70. sezon mistrzostw Polski (6. sezon jako ligi profesjonalnej) organizowany przez Profesjonalną Ligę Piłki Siatkowej SA pod egidą Polskiego Związku Piłki Siatkowej. Zainaugurowany został 15 października 2005 roku i trwał do 23 kwietnia 2006 roku.
Rozgrywki składały się z fazy zasadniczej, w której uczestniczyło 10 zespołów, fazy-play-off składającej się z ćwierćfinałów, półfinałów, meczów o miejsca 5-8, meczów o 3. miejsce i finałów oraz fazy play-out, w której zespoły rywalizowały o miejsca 9-10.
Tytuł mistrza Polski po raz drugi z rzędu zdobył klub BOT Skra Bełchatów, który w finałach fazy play-off pokonał Jastrzębski Węgiel. Brązowy medal zdobył klub PZU AZS Olsztyn.
Z PLS spadły dwa kluby: PKE Polska Energia Sosnowiec oraz po przegranych barażach z klubem Delecta/Chemik Bydgoszcz – VKS Joker Piła.
W sezonie 2005/2006 w Lidze Mistrzów Polskę reprezentowała BOT Skra Bełchatów, w Pucharze Top Teams – PZU AZS Olsztyn, natomiast w Pucharze CEV – Wkręt-met Domex AZS Częstochowa oraz Jastrzębski Węgiel.

## Drużyny uczestniczące
| | Polska Liga Siatkówki 2005/2006      |   |     |
| --- | ------------------------------------ | - | --- |
| BEŁ | BOT Skra Bełchatów                   | 1 | LM  |
| OLS | PZU AZS Olsztyn                      | 2 | TT  |
| CZE | Wkręt-met Domex AZS Częstochowa      | 3 | CEV |
| JAS | Jastrzębski Węgiel                   | 4 | CEV |
| KED | Mostostal-Azoty Kędzierzyn-Koźle     | 5 |     |
| WAR | Wózki BT AZS Politechnika Warszawska | 6 |     |
| RZE | Resovia Rzeszów                      | 7 |     |
| SOS | PKE Polska Energia Sosnowiec         | 8 |     |
| | Awans z serii B                      |   |     |
| JOK | VKS Joker Piła                       | 1 |     |
| WRO | Gwardia Wrocław                      | 2 |     |
| Oznaczenia: - kolumna pierwsza – skróty nazw drużyn wpisane na mapie (jeśli ta została zamieszczona), - kolumna trzecia – miejsce zajęte przez daną drużynę w poprzednim sezonie. |                                      |   |     |

## Faza zasadnicza

### Tabela wyników
| Gospodarz \ Gość1                    | BEŁ | OLS | CZE | JAS | KED | WAR | RZE | SOS | JOK | WRO |
| BOT Skra Bełchatów                   |     | 3:0 | 1:3 | 3:0 | 3:0 | 3:0 | 3:0 | 3:1 | 3:0 | 3:1 |
| PZU AZS Olsztyn                      | 1:3 |     | 3:0 | 0:3 | 3:0 | 3:0 | 3:0 | 3:0 | 3:0 | 3:1 |
| Wkręt-met Domex AZS Częstochowa      | 1:3 | 0:3 |     | 3:0 | 3:1 | 3:0 | 3:1 | 3:0 | 3:1 | 3:0 |
| Jastrzębski Węgiel                   | 3:0 | 3:2 | 2:3 |     | 3:0 | 3:0 | 3:1 | 3:0 | 3:1 | 3:0 |
| Mostostal-Azoty Kędzierzyn-Koźle     | 0:3 | 0:3 | 0:3 | 0:3 |     | 3:0 | 3:2 | 3:1 | 3:0 | 1:3 |
| Wózki BT AZS Politechnika Warszawska | 0:3 | 3:2 | 2:3 | 0:3 | 2:3 |     | 3:2 | 3:1 | 3:1 | 2:3 |
| Resovia Rzeszów                      | 0:3 | 1:3 | 0:3 | 3:1 | 3:2 | 3:0 |     | 3:1 | 3:1 | 3:2 |
| PKE Polska Energia Sosnowiec         | 0:3 | 0:3 | 0:3 | 0:3 | 2:3 | 3:0 | 0:3 |     | 3:0 | 2:3 |
| VKS Joker Piła                       | 0:3 | 0:3 | 0:3 | 0:3 | 3:1 | 1:3 | 3:1 | 3:1 |     | 3:1 |
| Gwardia Wrocław                      | 0:3 | 0:3 | 0:3 | 1:3 | 1:3 | 2:3 | 0:3 | 3:0 | 3:2 |     |

Źródło: PlusLiga / PLS (pol.)
1 Drużyna gospodarzy jest wymieniona po lewej stronie tabeli.
Kolory:
  zwycięstwo gospodarzy 3:0 lub 3:1
  zwycięstwo gospodarzy 3:2
  zwycięstwo gości 3:0 lub 3:1
  zwycięstwo gości 3:2

### Terminarz i wyniki spotkań
| Data        | Godz. | Gospodarz                            | Rezultat                                | Gość                                 | Widzów |
| ----------- | ----- | ------------------------------------ | --------------------------------------- | ------------------------------------ | ------ |
| 1. KOLEJKA  |       |                                      |                                         |                                      |        |
| 16.10.2005  | 15:00 | VKS Joker Piła                       | 0:3 (20:25, 19:25, 23:25)               | BOT Skra Bełchatów                   | 1900   |
| 15.10.2005  | 13:00 | Gwardia Wrocław                      | 0:3 (21:25, 21:25, 17:25)               | PZU AZS Olsztyn                      | 700    |
| 15.10.2005  | 17:00 | Wkręt-met Domex AZS Częstochowa      | 3:0 (25:17, 25:18, 25:20)               | PKE Polska Energia Sosnowiec         | 3000   |
| 15.10.2005  | 17:00 | Jastrzębski Węgiel                   | 3:1 (25:22, 25:22, 20:25, 25:20)        | Resovia Rzeszów                      | 800    |
| 15.10.2005  | 17:00 | Mostostal-Azoty Kędzierzyn-Koźle     | 3:0 (25:20, 25:17, 25:23)               | Wózki BT AZS Politechnika Warszawska | 1500   |
| 2. KOLEJKA  |       |                                      |                                         |                                      |        |
| 22.10.2005  | 18:00 | VKS Joker Piła                       | 1:3 (25:20, 21:25, 24:26, 19:25)        | Wózki BT AZS Politechnika Warszawska | 1500   |
| 22.10.2005  | 17:00 | Resovia Rzeszów                      | 3:2 (25:20, 25:20, 25:27, 22:25, 15:11) | Mostostal-Azoty Kędzierzyn-Koźle     | 3500   |
| 22.10.2005  | 13:00 | PKE Polska Energia Sosnowiec         | 0:3 (19:25, 20:25, 18:25)               | Jastrzębski Węgiel                   | 1200   |
| 22.10.2005  | 18:00 | Gwardia Wrocław                      | 0:3 (13:25, 22:25, 17:25)               | Wkręt-met Domex AZS Częstochowa      | 1500   |
| 23.10.2005  | 15:00 | BOT Skra Bełchatów                   | 3:0 (25:20, 25:17, 25:20)               | PZU AZS Olsztyn                      | 2000   |
| 3. KOLEJKA  |       |                                      |                                         |                                      |        |
| 29.10.2005  | 17:00 | PZU AZS Olsztyn                      | 3:0 (25:22, 25:18, 25:18)               | VKS Joker Piła                       | 1600   |
| 29.10.2005  | 13:00 | Wkręt-met Domex AZS Częstochowa      | 1:3 (23:25, 25:21, 17:25, 16:25)        | BOT Skra Bełchatów                   |        |
| 29.10.2005  | 17:00 | Jastrzębski Węgiel                   | 3:0 (25:18, 25:17, 25:20)               | Gwardia Wrocław                      | 800    |
| 30.10.2005  | 15:00 | Mostostal-Azoty Kędzierzyn-Koźle     | 3:1 (25:20, 25:19, 24:26, 25:19)        | PKE Polska Energia Sosnowiec         | 2000   |
| 29.10.2005  | 17:00 | Wózki BT AZS Politechnika Warszawska | 3:2 (25:23, 25:27, 19:25, 25:20, 15:12) | Resovia Rzeszów                      | 800    |
| 4. KOLEJKA  |       |                                      |                                         |                                      |        |
| 05.11.2005  | 18:00 | VKS Joker Piła                       | 3:1 (25:23, 18:25, 25:20, 29:27)        | Resovia Rzeszów                      | 1300   |
| 05.11.2005  | 17:00 | PKE Polska Energia Sosnowiec         | 3:0 (25:19, 25:16, 25:23)               | Wózki BT AZS Politechnika Warszawska |        |
| 06.11.2005  | 17:00 | Gwardia Wrocław                      | 1:3 (25:22, 22:25, 31:33, 20:25)        | Mostostal-Azoty Kędzierzyn-Koźle     | 2000   |
| 06.11.2005  | 15:00 | BOT Skra Bełchatów                   | 3:0 (25:16, 28:26, 25:22)               | Jastrzębski Węgiel                   | 2300   |
| 05.11.2005  | 13:00 | PZU AZS Olsztyn                      | 3:0 (25:20, 25:23, 25:22)               | Wkręt-met Domex AZS Częstochowa      |        |
| 5. KOLEJKA  |       |                                      |                                         |                                      |        |
| 08.11.2005  | 18:30 | Wkręt-met Domex AZS Częstochowa      | 3:1 (25:14, 24:26, 25:17, 26:24)        | VKS Joker Piła                       | 1200   |
| 24.11.2005  | 18:00 | Jastrzębski Węgiel                   | 3:2 (25:22, 28:26, 19:25, 18:25, 16:14) | PZU AZS Olsztyn                      | 800    |
| 12.11.2005  | 13:00 | Mostostal-Azoty Kędzierzyn-Koźle     | 0:3 (23:25, 22:25, 17:25)               | BOT Skra Bełchatów                   | 2600   |
| 13.11.2005  | 15:00 | Wózki BT AZS Politechnika Warszawska | 2:3 (22:25, 27:29, 25:19, 25:20, 10:15) | Gwardia Wrocław                      | 500    |
| 13.11.2005  | 15:00 | Resovia Rzeszów                      | 3:1 (22:25, 25:15, 25:22, 27:25)        | PKE Polska Energia Sosnowiec         | 3500   |
| 6. KOLEJKA  |       |                                      |                                         |                                      |        |
| 19.11.2005  | 18:00 | VKS Joker Piła                       | 3:1 (25:20, 16:25, 25:18, 25:17)        | PKE Polska Energia Sosnowiec         | 1600   |
| 20.11.2005  | 15:00 | Gwardia Wrocław                      | 0:3 (23:25, 17:25, 20:25)               | Resovia Rzeszów                      | 1700   |
| 19.11.2005  | 16:00 | BOT Skra Bełchatów                   | 3:0 (25:22, 25:23, 25:20)               | Wózki BT AZS Politechnika Warszawska |        |
| 19.11.2005  | 13:00 | PZU AZS Olsztyn                      | 3:0 (25:21, 25:23, 25:23)               | Mostostal-Azoty Kędzierzyn-Koźle     |        |
| 30.11.2005  | 18:00 | Wkręt-met Domex AZS Częstochowa      | 3:0 (27:25, 25:19, 25:21)               | Jastrzębski Węgiel                   | 3500   |
| 7. KOLEJKA  |       |                                      |                                         |                                      |        |
| 26.11.2005  | 17:00 | Jastrzębski Węgiel                   | 3:1 (17:25, 26:24, 25:16, 25:19)        | VKS Joker Piła                       | 500    |
| 04.01.2006  | 17:00 | Wkręt-met Domex AZS Częstochowa      | 3:1 (25:21, 25:19, 26:28, 25:18)        | Mostostal-Azoty Kędzierzyn-Koźle     | 2000   |
| 27.11.2005  | 15:00 | Wózki BT AZS Politechnika Warszawska | 3:2 (25:21, 14:25, 18:25, 25:21, 15:13) | PZU AZS Olsztyn                      | 2000   |
| 26.11.2005  | 13:00 | Resovia Rzeszów                      | 0:3 (18:25, 16:25, 18:25)               | BOT Skra Bełchatów                   |        |
| 27.11.2005  | 15:00 | PKE Polska Energia Sosnowiec         | 2:3 (25:15, 25:21, 23:25, 24:26, 14:16) | Gwardia Wrocław                      |        |
| 8. KOLEJKA  |       |                                      |                                         |                                      |        |
| 03.12.2005  | 18:00 | VKS Joker Piła                       | 3:1 (25:13, 25:18, 19:25, 25:23)        | Gwardia Wrocław                      | 1700   |
| 02.12.2005  | 17:00 | BOT Skra Bełchatów                   | 3:1 (25:17, 26:24, 22:25, 25:17)        | PKE Polska Energia Sosnowiec         |        |
| 03.12.2005  | 17:00 | PZU AZS Olsztyn                      | 3:0 (27:25, 25:17, 25:22)               | Resovia Rzeszów                      | 1200   |
| 03.12.2005  | 13:00 | Wkręt-met Domex AZS Częstochowa      | 3:0 (25:20, 25:23, 25:15)               | Wózki BT AZS Politechnika Warszawska | 1100   |
| 04.12.2005  | 15:00 | Jastrzębski Węgiel                   | 3:0 (25:16, 25:21, 25:19)               | Mostostal-Azoty Kędzierzyn-Koźle     | 850    |
| 9. KOLEJKA  |       |                                      |                                         |                                      |        |
| 10.12.2005  | 17:00 | Mostostal-Azoty Kędzierzyn-Koźle     | 3:0 (25:21, 25:23, 25:15)               | VKS Joker Piła                       |        |
| 11.12.2005  | 15:00 | Wózki BT AZS Politechnika Warszawska | 0:3 (24:26, 19:25, 17:25)               | Jastrzębski Węgiel                   |        |
| 10.12.2005  | 13:00 | Resovia Rzeszów                      | 0:3 (19:25, 15:25, 19:25)               | Wkręt-met Domex AZS Częstochowa      |        |
| 10.12.2005  | 17:00 | PKE Polska Energia Sosnowiec         | 0:3 (18:25, 15:25, 22:25)               | PZU AZS Olsztyn                      | 1400   |
| 11.12.2005  | 18:00 | Gwardia Wrocław                      | 0:3 (17:25, 20:25, 23:25)               | BOT Skra Bełchatów                   | 2800   |
| 10. KOLEJKA |       |                                      |                                         |                                      |        |
| 08.01.2006  | 15:00 | BOT Skra Bełchatów                   | 3:0 (25:21, 25:18, 25:20)               | VKS Joker Piła                       | 1400   |
| 08.01.2006  | 14:00 | PZU AZS Olsztyn                      | 3:1 (25:19, 29:31, 25:18, 25:19)        | Gwardia Wrocław                      | 1000   |
| 07.01.2006  | 17:00 | PKE Polska Energia Sosnowiec         | 0:3 (17:25, 17:25, 22:25)               | Wkręt-met Domex AZS Częstochowa      | 1300   |
| 07.01.2006  | 17:00 | Resovia Rzeszów                      | 3:1 (25:23, 19:25, 25:19, 25:18)        | Jastrzębski Węgiel                   | 800    |
| 07.01.2006  | 13:00 | Wózki BT AZS Politechnika Warszawska | 2:3 (25:17, 21:25, 21:25, 27:25, 11:15) | Mostostal-Azoty Kędzierzyn-Koźle     | 1000   |
| 11. KOLEJKA |       |                                      |                                         |                                      |        |
| 14.01.2006  | 13:00 | Wózki BT AZS Politechnika Warszawska | 3:1 (18:25, 25:19, 25:18, 25:23)        | VKS Joker Piła                       | 800    |
| 14.01.2006  | 17:00 | Mostostal-Azoty Kędzierzyn-Koźle     | 3:2 (25:19, 25:19, 19:25, 23:25, 15:10) | Resovia Rzeszów                      | 2100   |
| 14.01.2006  | 17:00 | Jastrzębski Węgiel                   | 3:0 (25:17, 25:11, 25:14)               | PKE Polska Energia Sosnowiec         | 700    |
| 14.01.2006  | 17:00 | Wkręt-met Domex AZS Częstochowa      | 3:0 (25:17, 25:20, 25:16)               | Gwardia Wrocław                      |        |
| 15.01.2006  | 15:00 | PZU AZS Olsztyn                      | 1:3 (24:26, 25:21, 22:25, 18:25)        | BOT Skra Bełchatów                   | 3000   |
| 12. KOLEJKA |       |                                      |                                         |                                      |        |
| 21.01.2006  | 13:00 | VKS Joker Piła                       | 0:3 (20:25, 18:25, 22:25)               | PZU AZS Olsztyn                      | 1100   |
| 22.01.2006  | 15:00 | BOT Skra Bełchatów                   | 1:3 (25:12, 21:25, 23:25, 23:25)        | Wkręt-met Domex AZS Częstochowa      | 2000   |
| 20.01.2006  | 19:00 | Gwardia Wrocław                      | 1:3 (30:28, 26:28, 19:25, 18:25)        | Jastrzębski Węgiel                   | 450    |
| 21.01.2006  | 17:00 | PKE Polska Energia Sosnowiec         | 2:3 (22:25, 25:20, 14:25, 25:22, 11:15) | Mostostal-Azoty Kędzierzyn-Koźle     | 2000   |
| 21.01.2006  | 17:00 | Resovia Rzeszów                      | 3:0 (25:23, 25:18, 25:23)               | Wózki BT AZS Politechnika Warszawska | 3500   |
| 13. KOLEJKA |       |                                      |                                         |                                      |        |
| 28.01.2006  | 17:00 | Resovia Rzeszów                      | 3:1 (25:19, 25:18, 17:25, 25:19)        | VKS Joker Piła                       | 3300   |
| 28.01.2006  | 17:00 | Wózki BT AZS Politechnika Warszawska | 3:1 (25:17, 18:25, 25:23, 25:20)        | PKE Polska Energia Sosnowiec         |        |
| 28.01.2006  | 17:00 | Mostostal-Azoty Kędzierzyn-Koźle     | 1:3 (22:25, 20:25, 25:15, 23:25)        | Gwardia Wrocław                      | 1100   |
| 28.01.2006  | 13:00 | Jastrzębski Węgiel                   | 3:0 (29:27, 25:18, 25:23)               | BOT Skra Bełchatów                   | 1100   |
| 09.02.2006  | 18:00 | Wkręt-met Domex AZS Częstochowa      | 0:3 (23:25, 17:25, 23:25)               | PZU AZS Olsztyn                      | 3000   |
| 14. KOLEJKA |       |                                      |                                         |                                      |        |
| 03.02.2006  | 18:30 | VKS Joker Piła                       | 0:3 (18:25, 19:25, 24:26)               | Wkręt-met Domex AZS Częstochowa      |        |
| 05.02.2006  | 15:00 | PZU AZS Olsztyn                      | 0:3 (20:25, 22:25, 26:28)               | Jastrzębski Węgiel                   | 2600   |
| 04.02.2006  | 13:00 | BOT Skra Bełchatów                   | 3:0 (25:23, 25:17, 25:21)               | Mostostal-Azoty Kędzierzyn-Koźle     | 1200   |
| 04.02.2006  | 18:30 | Gwardia Wrocław                      | 2:3 (20:25, 25:18, 23:25, 26:24, 12:15) | Wózki BT AZS Politechnika Warszawska | 1500   |
| 04.02.2006  | 17:00 | PKE Polska Energia Sosnowiec         | 0:3 (23:25, 17:25, 29:31)               | Resovia Rzeszów                      | 1000   |
| 15. KOLEJKA |       |                                      |                                         |                                      |        |
| 11.02.2006  | 17:00 | PKE Polska Energia Sosnowiec         | 3:0 (29:27, 25:16, 25:18)               | VKS Joker Piła                       |        |
| 10.02.2006  | 18:00 | Resovia Rzeszów                      | 3:2 (25:18, 22:25, 25:23, 19:25, 16:14) | Gwardia Wrocław                      | 3500   |
| 12.02.2006  | 15:00 | Wózki BT AZS Politechnika Warszawska | 0:3 (19:25, 18:25, 21:25)               | BOT Skra Bełchatów                   |        |
| 11.02.2006  | 13:00 | Mostostal-Azoty Kędzierzyn-Koźle     | 0:3 (20:25, 21:25, 22:25)               | PZU AZS Olsztyn                      |        |
| 12.02.2006  | 15:00 | Jastrzębski Węgiel                   | 2:3 (25:16, 25:27, 20:25, 25:22, 11:15) | Wkręt-met Domex AZS Częstochowa      | 1000   |
| 16. KOLEJKA |       |                                      |                                         |                                      |        |
| 17.02.2006  | 18:00 | VKS Joker Piła                       | 0:3 (12:25, 15:25, 28:30)               | Jastrzębski Węgiel                   |        |
| 19.02.2006  | 15:00 | Mostostal-Azoty Kędzierzyn-Koźle     | 0:3 (25:27, 23:25, 22:25)               | Wkręt-met Domex AZS Częstochowa      |        |
| 17.02.2006  | 18:00 | PZU AZS Olsztyn                      | 3:0 (25:22, 25:21, 25:12)               | Wózki BT AZS Politechnika Warszawska | 2000   |
| 18.02.2006  | 13:00 | BOT Skra Bełchatów                   | 3:0 (25:22, 25:18, 25:20)               | Resovia Rzeszów                      | 1200   |
| 18.02.2006  | 18:00 | Gwardia Wrocław                      | 3:0 (25:23, 25:20, 25:22)               | PKE Polska Energia Sosnowiec         | 800    |
| 17. KOLEJKA |       |                                      |                                         |                                      |        |
| 25.02.2006  | 17:00 | Gwardia Wrocław                      | 3:2 (22:25, 22:25, 26:24, 25:20, 15:13) | VKS Joker Piła                       | 800    |
| 25.02.2006  | 17:00 | PKE Polska Energia Sosnowiec         | 0:3 (20:25, 29:31, 21:25)               | BOT Skra Bełchatów                   | 1500   |
| 25.02.2006  | 13:00 | Resovia Rzeszów                      | 1:3 (25:20, 13:25, 21:25, 17:25)        | PZU AZS Olsztyn                      | 1200   |
| 25.02.2006  | 17:00 | Wózki BT AZS Politechnika Warszawska | 2:3 (23:25, 25:22, 29:27, 22:25, 11:15) | Wkręt-met Domex AZS Częstochowa      |        |
| 26.02.2006  | 15:00 | Mostostal-Azoty Kędzierzyn-Koźle     | 0:3 (28:30, 23:25, 16:25)               | Jastrzębski Węgiel                   | 1000   |
| 18. KOLEJKA |       |                                      |                                         |                                      |        |
| 04.03.2006  | 17:00 | VKS Joker Piła                       | 3:1 (25:21, 19:25, 26:24, 28:26)        | Mostostal-Azoty Kędzierzyn-Koźle     | 1000   |
| 04.03.2006  | 13:00 | Jastrzębski Węgiel                   | 3:0 (25:18, 25:23, 25:13)               | Wózki BT AZS Politechnika Warszawska |        |
| 05.03.2006  | 15:00 | Wkręt-met Domex AZS Częstochowa      | 3:1 (25:18, 25:19, 21:25, 26:24)        | Resovia Rzeszów                      | 1500   |
| 04.03.2006  | 17:00 | PZU AZS Olsztyn                      | 3:0 (25:20, 25:18, 25:18)               | PKE Polska Energia Sosnowiec         |        |
| 04.03.2006  | 17:00 | BOT Skra Bełchatów                   | 3:1 (20:25, 25:20, 25:16, 25:21)        | Gwardia Wrocław                      |        |

### Tabela
| Lp. | Drużyna                              | Pkt | Mecze | Mecze | Mecze | Rodzaj wyniku | Rodzaj wyniku | Rodzaj wyniku | Rodzaj wyniku | Rodzaj wyniku | Rodzaj wyniku | Sety | Sety | Sety  | Małe punkty | Małe punkty | Małe punkty |
| Lp. | Drużyna                              | Pkt | M     | W     | P     | 3:0           | 3:1           | 3:2           | 2:3           | 1:3           | 0:3           | wyg. | prz. | stos. | zdob.       | str.        | stos.       |
| --- | ------------------------------------ | --- | ----- | ----- | ----- | ------------- | ------------- | ------------- | ------------- | ------------- | ------------- | ---- | ---- | ----- | ----------- | ----------- | ----------- |
| 1   | BOT Skra Bełchatów                   | 48  | 18    | 16    | 2     | 12            | 4             | 0             | 0             | 1             | 1             | 49   | 10   | 4.9   | 1455        | 1231        | 1.18        |
| 2   | Wkręt-met Domex AZS Częstochowa      | 43  | 18    | 15    | 3     | 9             | 4             | 2             | 0             | 1             | 2             | 46   | 17   | 2.71  | 1493        | 1330        | 1.12        |
| 3   | Jastrzębski Węgiel                   | 42  | 18    | 14    | 4     | 10            | 3             | 1             | 1             | 1             | 2             | 45   | 17   | 2.65  | 1488        | 1314        | 1.13        |
| 4   | PZU AZS Olsztyn                      | 41  | 18    | 13    | 5     | 11            | 2             | 0             | 2             | 1             | 2             | 44   | 17   | 2.59  | 1457        | 1281        | 1.14        |
| 5   | Resovia Rzeszów                      | 24  | 18    | 8     | 10    | 3             | 3             | 2             | 2             | 4             | 4             | 32   | 37   | 0.86  | 1515        | 1556        | 0.97        |
| 6   | Mostostal-Azoty Kędzierzyn-Koźle     | 19  | 18    | 7     | 11    | 2             | 2             | 3             | 1             | 3             | 7             | 26   | 41   | 0.63  | 1496        | 1534        | 0.98        |
| 7   | Wózki BT AZS Politechnika Warszawska | 18  | 18    | 6     | 12    | 0             | 3             | 3             | 3             | 0             | 9             | 24   | 45   | 0.53  | 1451        | 1582        | 0.92        |
| 8   | Gwardia Wrocław                      | 14  | 18    | 5     | 13    | 1             | 1             | 3             | 2             | 5             | 6             | 24   | 46   | 0.52  | 1475        | 1650        | 0.89        |
| 9   | VKS Joker Piła                       | 13  | 18    | 4     | 14    | 0             | 4             | 0             | 1             | 5             | 8             | 19   | 46   | 0.41  | 1382        | 1544        | 0.9         |
| 10  | PKE Polska Energia Sosnowiec         | 8   | 18    | 2     | 16    | 2             | 0             | 0             | 2             | 5             | 9             | 15   | 48   | 0.31  | 1306        | 1496        | 0.87        |

Źródło: PlusLiga (pol.)
Punktacja: 3:0 i 3:1 – 3 pkt; 3:2 – 2 pkt; 2:3 – 1 pkt; 1:3 i 0:3 – 0 pkt
Zasady ustalania kolejności: 1. liczba punktów; 2. stosunek setów; 3. stosunek małych punktów; 4. bilans w bezpośrednich meczach
     Faza play-off
     Faza play-out

### Miejsca po danych kolejkach
| BOT Skra Bełchatów | 4  | 2  | 1  | 1  | 1  | 1  | 1  | 1  | 1  | 1  | 1  | 1  | 1  | 1  | 1  | 1  | 1  | 1  |
| Gwardia Wrocław | 9  | 10 | 10 | 10 | 10 | 10 | 10 | 10 | 10 | 10 | 10 | 10 | 9  | 9  | 8  | 8  | 8  | 8  |
| Jastrzębski Węgiel | 5  | 3  | 2  | 4  | 4  | 6  | 2  | 3  | 3  | 4  | 4  | 4  | 3  | 3  | 3  | 3  | 3  | 3  |
| Mostostal-Azoty Kędzierzyn-Koźle | 3  | 4  | 3  | 2  | 2  | 3  | 4  | 5  | 5  | 5  | 5  | 5  | 5  | 6  | 6  | 6  | 6  | 6  |
| PKE Polska Energia Sosnowiec | 10 | 9  | 9  | 8  | 8  | 9  | 9  | 9  | 9  | 9  | 9  | 9  | 10 | 10 | 10 | 10 | 10 | 10 |
| PZU AZS Olsztyn | 2  | 5  | 5  | 3  | 3  | 2  | 3  | 2  | 2  | 3  | 3  | 3  | 4  | 4  | 4  | 4  | 4  | 4  |
| Resovia Rzeszów | 6  | 7  | 7  | 7  | 6  | 5  | 6  | 6  | 6  | 6  | 6  | 6  | 6  | 5  | 5  | 5  | 5  | 5  |
| VKS Joker Piła | 7  | 8  | 8  | 9  | 9  | 7  | 8  | 7  | 7  | 7  | 8  | 8  | 8  | 8  | 9  | 9  | 9  | 9  |
| Wkręt-met Domex AZS Częstochowa | 1  | 1  | 4  | 5  | 5  | 4  | 5  | 4  | 4  | 2  | 2  | 2  | 2  | 2  | 2  | 2  | 2  | 2  |
| Wózki BT AZS Politechnika Warszawska | 8  | 6  | 6  | 6  | 7  | 8  | 7  | 8  | 8  | 8  | 7  | 7  | 7  | 7  | 7  | 7  | 7  | 7  |
| Uwagi: - Zestawienie nie uwzględnia w danej kolejce meczów przełożonych na późniejsze terminy. Kursywą wyróżniono miejsce zajmowane przez drużynę, która rozegrała mniej meczów niż przeciwnicy. |    |    |    |    |    |    |    |    |    |    |    |    |    |    |    |    |    |    |

## Faza play-off

### Drabinka
|  |              |                                      |              |                    |              |              |              |   |                                 |                    |           |           |                                 |           |                    |                    |                    |                    |                    |                    |                    |        |        |        |        |
|  | Ćwierćfinały | Ćwierćfinały                         | Ćwierćfinały | Ćwierćfinały       | Ćwierćfinały | Ćwierćfinały | Ćwierćfinały |   |                                 | Półfinały          | Półfinały | Półfinały | Półfinały                       | Półfinały | Półfinały          | Półfinały          |                    |                    | Finały             | Finały             | Finały             | Finały | Finały | Finały | Finały |
|  | Ćwierćfinały | Ćwierćfinały                         | Ćwierćfinały | Ćwierćfinały       | Ćwierćfinały | Ćwierćfinały | Ćwierćfinały |   |                                 | Półfinały          | Półfinały | Półfinały | Półfinały                       | Półfinały | Półfinały          | Półfinały          |                    |                    | Finały             | Finały             | Finały             | Finały | Finały | Finały | Finały |
|  |              |                                      |              |                    |              |              |              |   |                                 |                    |           |           |                                 |           |                    |                    |                    |                    |                    |                    |                    |        |        |        |        |
|  |              |                                      |              |                    |              |              |              |   |                                 |                    |           |           |                                 |           |                    |                    |                    |                    |                    |                    |                    |        |        |        |        |
|  | 1            | BOT Skra Bełchatów                   | 2            | 3                  | 3            | 3            |              |   |                                 |                    |           |           |                                 |           |                    |                    |                    |                    |                    |                    |                    |        |        |        |        |
|  | 1            | BOT Skra Bełchatów                   | 2            | 3                  | 3            | 3            |              |   |                                 |                    |           |           |                                 |           |                    |                    |                    |                    |                    |                    |                    |        |        |        |        |
|  | 8            | Gwardia Wrocław                      | 3            | 0                  | 0            | 0            |              |   |                                 |                    |           |           |                                 |           |                    |                    |                    |                    |                    |                    |                    |        |        |        |        |
|  | 8            | Gwardia Wrocław                      | 3            | 0                  | 0            | 0            |              |   | 1                               | BOT Skra Bełchatów | 1         | 3         | 3                               | 3         |                    |                    |                    |                    |                    |                    |                    |        |        |        |        |
|  |              |                                      |              |                    |              |              |              |   | 1                               | BOT Skra Bełchatów | 1         | 3         | 3                               | 3         |                    |                    |                    |                    |                    |                    |                    |        |        |        |        |
|  |              |                                      | 4            | PZU AZS Olsztyn    | 3            | 2            | 2            | 2 |                                 |                    |           |           |                                 |           |                    |                    |                    |                    |                    |                    |                    |        |        |        |        |
|  | 4            | PZU AZS Olsztyn                      | 4            | PZU AZS Olsztyn    | 3            | 2            | 2            | 2 | 3                               | 3                  | 1         | 3         |                                 |           |                    |                    |                    |                    |                    |                    |                    |        |        |        |        |
|  | 4            | PZU AZS Olsztyn                      |              |                    |              |              |              |   |                                 |                    |           | 3         |                                 |           |                    |                    |                    |                    |                    |                    |                    |        |        |        |        |
|  | 5            | Resovia Rzeszów                      | 0            | 0                  | 3            | 0            |              |   |                                 |                    |           |           |                                 |           |                    |                    |                    |                    |                    |                    |                    |        |        |        |        |
|  | 5            | Resovia Rzeszów                      | 0            | 0                  | 3            | 0            |              |   | 1                               | BOT Skra Bełchatów | 3         | 3         | 1                               | 3         |                    |                    |                    |                    |                    |                    |                    |        |        |        |        |
|  |              |                                      |              |                    |              |              |              |   |                                 |                    |           |           |                                 |           |                    |                    |                    |                    |                    |                    |                    |        |        |        |        |
|  |              |                                      | 3            | Jastrzębski Węgiel | 1            | 2            | 3            | 0 |                                 |                    |           |           |                                 |           |                    |                    |                    |                    |                    |                    |                    |        |        |        |        |
|  | 2            | Wkręt-met Domex AZS Częstochowa      | 3            | Jastrzębski Węgiel | 1            | 2            | 3            | 0 | 3                               | 3                  | 3         |           |                                 |           |                    |                    |                    |                    |                    |                    |                    |        |        |        |        |
|  | 2            | Wkręt-met Domex AZS Częstochowa      |              |                    |              |              |              |   |                                 |                    |           |           |                                 |           |                    |                    |                    |                    |                    |                    |                    |        |        |        |        |
|  | 7            | Wózki BT AZS Politechnika Warszawska | 2            | 2                  | 2            |              |              |   |                                 |                    |           |           |                                 |           |                    |                    |                    |                    |                    |                    |                    |        |        |        |        |
|  | 7            | Wózki BT AZS Politechnika Warszawska | 2            | 2                  | 2            |              |              | 2 | Wkręt-met Domex AZS Częstochowa | 2                  | 1         | 0         |                                 |           | Mecze o 3. miejsce | Mecze o 3. miejsce | Mecze o 3. miejsce | Mecze o 3. miejsce | Mecze o 3. miejsce | Mecze o 3. miejsce | Mecze o 3. miejsce |        |        |        |        |
|  |              |                                      |              |                    |              |              |              | 2 | Wkręt-met Domex AZS Częstochowa | 2                  | 1         | 0         |                                 |           | Mecze o 3. miejsce | Mecze o 3. miejsce | Mecze o 3. miejsce | Mecze o 3. miejsce | Mecze o 3. miejsce | Mecze o 3. miejsce | Mecze o 3. miejsce |        |        |        |        |
|  |              |                                      | 3            | Jastrzębski Węgiel | 3            | 3            | 3            |   |                                 |                    |           |           |                                 |           |                    |                    |                    |                    |                    |                    |                    |        |        |        |        |
|  | 3            | Jastrzębski Węgiel                   | 3            | Jastrzębski Węgiel | 3            | 3            | 3            | 3 | 3                               | 3                  |           |           |                                 |           |                    |                    |                    |                    |                    |                    |                    |        |        |        |        |
|  | 3            | Jastrzębski Węgiel                   |              |                    |              |              |              |   |                                 |                    |           | 2         | Wkręt-met Domex AZS Częstochowa | 1         | 0                  | 0                  |                    |                    |                    |                    |                    |        |        |        |        |
|  | 6            | Mostostal-Azoty Kędzierzyn-Koźle     | 0            | 0                  | 0            |              |              |   |                                 |                    |           | 2         | Wkręt-met Domex AZS Częstochowa | 1         | 0                  | 0                  |                    |                    |                    |                    |                    |        |        |        |        |

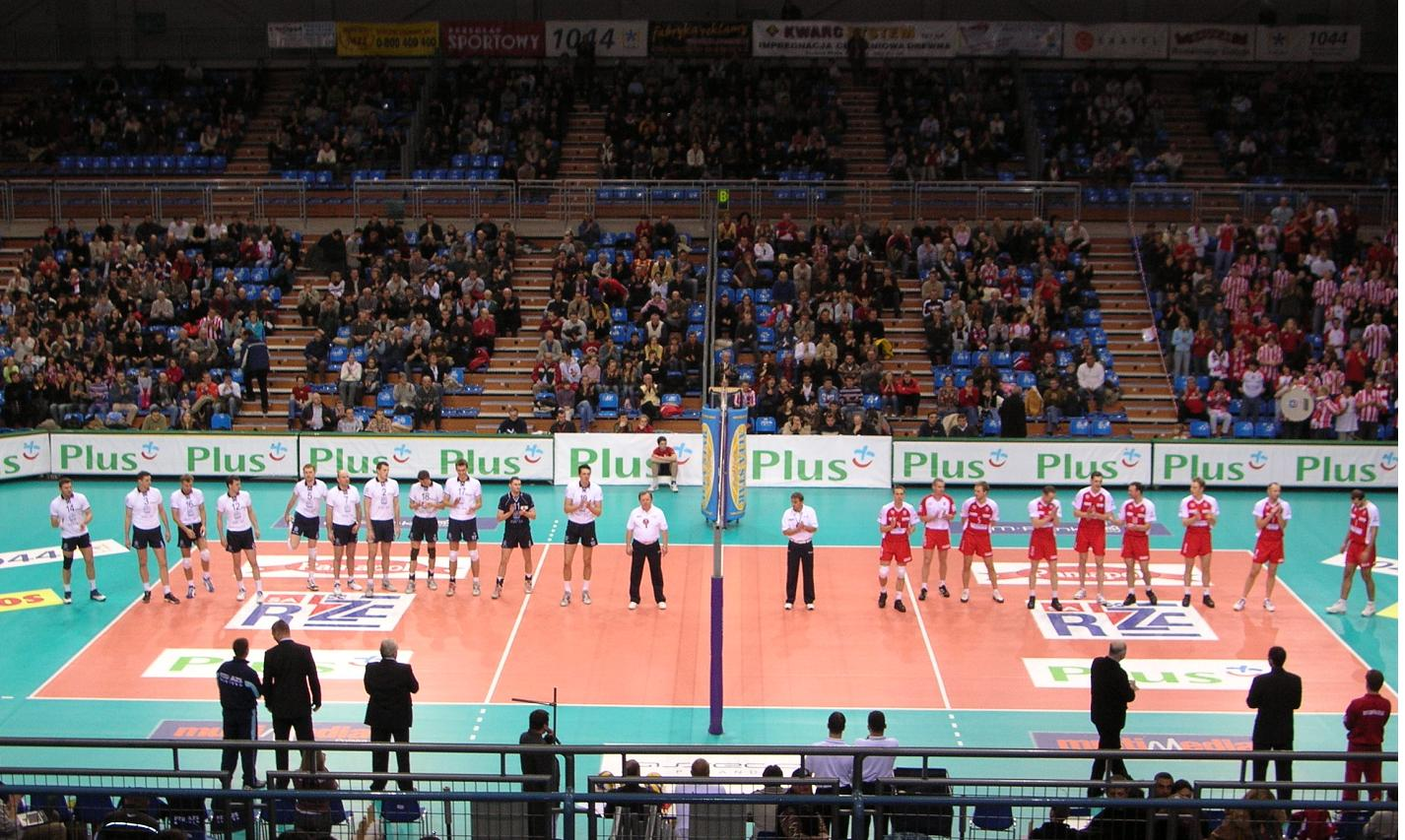
Mecz ćwierćfinałowy Asseco Resovia Rzeszów - PZU AZS Olsztyn, 18.03.2006

|  | 6            | Mostostal-Azoty Kędzierzyn-Koźle     | 0            | 0                  | 0            |              |              | 4 | PZU AZS Olsztyn                 | 3                  | 3         | 3         |                                 |           |                    |                    |                    |                    |                    |                    |                    |        |        |        |        |
|  |              |                                      |              |                    |              |              |              | 4 | PZU AZS Olsztyn                 | 3                  | 3         | 3         |                                 |           |                    |                    |                    |                    |                    |                    |                    |        |        |        |        |

|  |                     |                                      |                     |                                      |                     |   |   |                    |                    |                    |                    |                    |
|  | Mecze o miejsca 5-8 | Mecze o miejsca 5-8                  | Mecze o miejsca 5-8 | Mecze o miejsca 5-8                  | Mecze o miejsca 5-8 |   |   | Mecze o 5. miejsce | Mecze o 5. miejsce | Mecze o 5. miejsce | Mecze o 5. miejsce | Mecze o 5. miejsce |
|  | Mecze o miejsca 5-8 | Mecze o miejsca 5-8                  | Mecze o miejsca 5-8 | Mecze o miejsca 5-8                  | Mecze o miejsca 5-8 |   |   | Mecze o 5. miejsce | Mecze o 5. miejsce | Mecze o 5. miejsce | Mecze o 5. miejsce | Mecze o 5. miejsce |
|  |                     |                                      |                     |                                      |                     |   |   |                    |                    |                    |                    |                    |
|  |                     |                                      |                     |                                      |                     |   |   |                    |                    |                    |                    |                    |
|  | 5                   | Resovia Rzeszów                      | 3                   | 1                                    | 2                   |   |   |                    |                    |                    |                    |                    |
|  | 5                   | Resovia Rzeszów                      | 3                   | 1                                    | 2                   |   |   |                    |                    |                    |                    |                    |
|  | 8                   | Gwardia Wrocław                      | 2                   | 3                                    | 3                   |   |   |                    |                    |                    |                    |                    |
|  | 8                   | Gwardia Wrocław                      | 2                   | 3                                    | 3                   |   |   | 8                  | Gwardia Wrocław    | 0                  | 0                  |                    |
|  |                     |                                      |                     |                                      |                     |   |   | 8                  | Gwardia Wrocław    | 0                  | 0                  |                    |
|  |                     |                                      | 7                   | Wózki BT AZS Politechnika Warszawska | 3                   | 3 |   |                    |                    |                    |                    |                    |
|  | 6                   | Mostostal-Azoty Kędzierzyn-Koźle     | 7                   | Wózki BT AZS Politechnika Warszawska | 3                   | 3 | 0 | 2                  |                    |                    |                    |                    |
|  | 6                   | Mostostal-Azoty Kędzierzyn-Koźle     |                     |                                      |                     |   |   |                    |                    |                    |                    |                    |
|  | 7                   | Wózki BT AZS Politechnika Warszawska | 3                   | 3                                    |                     |   |   |                    |                    |                    |                    |                    |
|  | 7                   | Wózki BT AZS Politechnika Warszawska | 3                   | 3                                    | Mecze o 7. miejsce  |   |   |                    |                    |                    |                    |                    |
|  |                     |                                      |                     |                                      |                     |   |   |                    |                    |                    |                    |                    |
|  |                     |                                      |                     |                                      |                     |   |   |                    |                    |                    |                    |                    |
|  |                     |                                      |                     |                                      |                     |   |   |                    |                    |                    |                    |                    |
|  | 5                   | Resovia Rzeszów                      | 1                   | 3                                    | 3                   |   |   |                    |                    |                    |                    |                    |
|  | 5                   | Resovia Rzeszów                      | 1                   | 3                                    | 3                   |   |   |                    |                    |                    |                    |                    |
|  | 6                   | Mostostal-Azoty Kędzierzyn-Koźle     | 3                   | 0                                    | 0                   |   |   |                    |                    |                    |                    |                    |
|  | 6                   | Mostostal-Azoty Kędzierzyn-Koźle     | 3                   | 0                                    | 0                   |   |   |                    |                    |                    |                    |                    |

### I runda

#### Ćwierćfinały
(do trzech zwycięstw)
| Data                                | Godz.                               | Gospodarz                            | Rezultat                                | Gość                                     | Widzów                                   |
| ----------------------------------- | ----------------------------------- | ------------------------------------ | --------------------------------------- | ---------------------------------------- | ---------------------------------------- |
| BOT Skra Bełchatów (1)              | BOT Skra Bełchatów (1)              | BOT Skra Bełchatów (1)               | 3 – 1                                   | (8) Gwardia Wrocław                      | (8) Gwardia Wrocław                      |
| 10.03.2006                          | 20:00                               | BOT Skra Bełchatów                   | 2:3 (32:34, 25:15, 25:21, 30:32, 13:15) | Gwardia Wrocław                          | 700                                      |
| 11.03.2006                          | 17:00                               | BOT Skra Bełchatów                   | 3:0 (25:19, 25:20, 25:21)               | Gwardia Wrocław                          | 800                                      |
| 18.03.2006                          | 13:00                               | Gwardia Wrocław                      | 0:3 (22:25, 18:25, 21:25)               | BOT Skra Bełchatów                       | 2000                                     |
| 19.03.2006                          | 13:00                               | Gwardia Wrocław                      | 0:3 (19:25, 19:25, 14:25)               | BOT Skra Bełchatów                       | 1500                                     |
| PZU AZS Olsztyn (4)                 | PZU AZS Olsztyn (4)                 | PZU AZS Olsztyn (4)                  | 3 – 1                                   | (5) Resovia Rzeszów                      | (5) Resovia Rzeszów                      |
| 10.03.2006                          | 18:00                               | PZU AZS Olsztyn                      | 3:0 (25:19, 25:17, 25:21)               | Resovia Rzeszów                          | 1500                                     |
| 11.03.2006                          | 13:00                               | PZU AZS Olsztyn                      | 3:0 (25:21, 25:18, 25:23)               | Resovia Rzeszów                          | 1000                                     |
| 17.03.2006                          | 18:00                               | Resovia Rzeszów                      | 3:1 (23:25, 25:23, 31:29, 28:26)        | PZU AZS Olsztyn                          | 3000                                     |
| 18.03.2006                          | 17:00                               | Resovia Rzeszów                      | 0:3 (18:25, 20:25, 18:25)               | PZU AZS Olsztyn                          | 3000                                     |
| Wkręt-met Domex AZS Częstochowa (2) | Wkręt-met Domex AZS Częstochowa (2) | Wkręt-met Domex AZS Częstochowa (2)  | 3 – 0                                   | (7) Wózki BT AZS Politechnika Warszawska | (7) Wózki BT AZS Politechnika Warszawska |
| 10.03.2006                          | 19:00                               | Wkręt-met Domex AZS Częstochowa      | 3:2 (23:25, 25:19, 25:14, 18:25, 15:11) | Wózki BT AZS Politechnika Warszawska     |                                          |
| 11.03.2006                          | 17:00                               | Wkręt-met Domex AZS Częstochowa      | 3:2 (16:25, 25:22, 25:22, 23:25, 15:12) | Wózki BT AZS Politechnika Warszawska     |                                          |
| 19.03.2006                          | 15:00                               | Wózki BT AZS Politechnika Warszawska | 2:3 (25:20, 26:24, 20:25, 16:25, 9:15)  | Wkręt-met Domex AZS Częstochowa          | 1000                                     |
| Jastrzębski Węgiel (3)              | Jastrzębski Węgiel (3)              | Jastrzębski Węgiel (3)               | 3 – 0                                   | (6) Mostostal-Azoty Kędzierzyn-Koźle     | (6) Mostostal-Azoty Kędzierzyn-Koźle     |
| 11.03.2006                          | 17:00                               | Jastrzębski Węgiel                   | 3:0 (25:14, 25:19, 25:15)               | Mostostal-Azoty Kędzierzyn-Koźle         | 1000                                     |
| 12.03.2006                          | 15:00                               | Jastrzębski Węgiel                   | 3:0 (25:21, 25:19, 25:18)               | Mostostal-Azoty Kędzierzyn-Koźle         | 1000                                     |
| 17.03.2006                          | 18:00                               | Mostostal-Azoty Kędzierzyn-Koźle     | 0:3 (20:25, 16:25, 25:27)               | Jastrzębski Węgiel                       | 1100                                     |

### II runda

#### Półfinały
(do trzech zwycięstw)
| Data                                | Godz.                               | Gospodarz                           | Rezultat                                | Gość                            | Widzów                 |
| ----------------------------------- | ----------------------------------- | ----------------------------------- | --------------------------------------- | ------------------------------- | ---------------------- |
| BOT Skra Bełchatów (1)              | BOT Skra Bełchatów (1)              | BOT Skra Bełchatów (1)              | 3 – 1                                   | (4) PZU AZS Olsztyn             | (4) PZU AZS Olsztyn    |
| 24.03.2006                          | 18:00                               | BOT Skra Bełchatów                  | 1:3 (25:22, 23:25, 22:25, 23:25)        | PZU AZS Olsztyn                 |                        |
| 25.03.2006                          | 13:00                               | BOT Skra Bełchatów                  | 3:2 (28:26, 31:29, 19:25, 22:25, 15:12) | PZU AZS Olsztyn                 |                        |
| 31.03.2006                          | 18:00                               | PZU AZS Olsztyn                     | 2:3 (16:25, 28:26, 27:25, 16:25, 12:15) | BOT Skra Bełchatów              | 3000                   |
| 01.04.2006                          | 13:00                               | PZU AZS Olsztyn                     | 2:3 (25:19, 28:26, 20:25, 17:25, 10:15) | BOT Skra Bełchatów              | 3000                   |
| Wkręt-met Domex AZS Częstochowa (2) | Wkręt-met Domex AZS Częstochowa (2) | Wkręt-met Domex AZS Częstochowa (2) | 0 – 3                                   | (3) Jastrzębski Węgiel          | (3) Jastrzębski Węgiel |
| 25.03.2006                          | 17:00                               | Wkręt-met Domex AZS Częstochowa     | 2:3 (25:18, 24:26, 25:16, 21:25, 12:15) | Jastrzębski Węgiel              | 2700                   |
| 26.03.2006                          | 15:00                               | Wkręt-met Domex AZS Częstochowa     | 1:3 (16:25, 23:25, 25:17, 24:26)        | Jastrzębski Węgiel              | 2800                   |
| 02.04.2006                          | 15:00                               | Jastrzębski Węgiel                  | 3:0 (25:22, 25:21, 25:22)               | Wkręt-met Domex AZS Częstochowa | 1200                   |

#### Mecze o miejsca 5-8
(do dwóch zwycięstw)
| Data                                 | Godz.                                | Gospodarz                            | Rezultat                                | Gość                                     | Widzów                                   |
| ------------------------------------ | ------------------------------------ | ------------------------------------ | --------------------------------------- | ---------------------------------------- | ---------------------------------------- |
| Resovia Rzeszów (5)                  | Resovia Rzeszów (5)                  | Resovia Rzeszów (5)                  | 1 – 2                                   | (8) Gwardia Wrocław                      | (8) Gwardia Wrocław                      |
| 26.03.2006                           | 12:00                                | Gwardia Wrocław                      | 2:3 (28:26, 33:35, 28:26, 23:25, 10:15) | Resovia Rzeszów                          | 350                                      |
| 31.03.2006                           | 18:00                                | Resovia Rzeszów                      | 1:3 (25:20, 17:25, 21:25, 22:25)        | Gwardia Wrocław                          | 1500                                     |
| 01.04.2006                           | 17:00                                | Resovia Rzeszów                      | 2:3 (27:29, 25:20, 25:20, 24:26, 13:15) | Gwardia Wrocław                          | 700                                      |
| Mostostal-Azoty Kędzierzyn-Koźle (6) | Mostostal-Azoty Kędzierzyn-Koźle (6) | Mostostal-Azoty Kędzierzyn-Koźle (6) | 0 – 2                                   | (7) Wózki BT AZS Politechnika Warszawska | (7) Wózki BT AZS Politechnika Warszawska |
| 27.03.2006                           | 18:00                                | Wózki BT AZS Politechnika Warszawska | 3:0 (25:21, 26:24, 25:22)               | Mostostal-Azoty Kędzierzyn-Koźle         | 500                                      |
| 31.03.2006                           | 18:00                                | Mostostal-Azoty Kędzierzyn-Koźle     | 2:3 (20:25, 25:22, 27:29, 25:20, 11:15) | Wózki BT AZS Politechnika Warszawska     | 1500                                     |

### III runda

#### Finały
(do trzech zwycięstw)
| Data                   | Godz.                  | Gospodarz              | Rezultat                                | Gość                   | Widzów                 |
| ---------------------- | ---------------------- | ---------------------- | --------------------------------------- | ---------------------- | ---------------------- |
| BOT Skra Bełchatów (1) | BOT Skra Bełchatów (1) | BOT Skra Bełchatów (1) | 3 – 1                                   | (3) Jastrzębski Węgiel | (3) Jastrzębski Węgiel |
| 08.04.2006             | 13:00                  | BOT Skra Bełchatów     | 3:1 (19:25, 25:23, 25:22, 25:17)        | Jastrzębski Węgiel     | 2700                   |
| 09.04.2006             | 15:00                  | BOT Skra Bełchatów     | 3:2 (25:18, 28:26, 19:25, 21:25, 15:13) | Jastrzębski Węgiel     | 2700                   |
| 22.04.2006             | 13:00                  | Jastrzębski Węgiel     | 3:1 (26:24, 25:19, 18:25, 25:18)        | BOT Skra Bełchatów     |                        |
| 23.04.2006             | 16:00                  | Jastrzębski Węgiel     | 0:3 (23:25, 21:25, 16:25)               | BOT Skra Bełchatów     |                        |

#### Mecze o 3. miejsce
(do trzech zwycięstw)
| Data                                | Godz.                               | Gospodarz                           | Rezultat                         | Gość                            | Widzów              |
| ----------------------------------- | ----------------------------------- | ----------------------------------- | -------------------------------- | ------------------------------- | ------------------- |
| Wkręt-met Domex AZS Częstochowa (2) | Wkręt-met Domex AZS Częstochowa (2) | Wkręt-met Domex AZS Częstochowa (2) | 0 – 3                            | (4) PZU AZS Olsztyn             | (4) PZU AZS Olsztyn |
| 07.04.2006                          | 18:00                               | Wkręt-met Domex AZS Częstochowa     | 1:3 (21:25, 25:16, 23:25, 20:25) | PZU AZS Olsztyn                 |                     |
| 08.04.2006                          | 17:00                               | Wkręt-met Domex AZS Częstochowa     | 0:3 (19:25, 20:25, 21:25)        | PZU AZS Olsztyn                 |                     |
| 21.04.2006                          | 18:00                               | PZU AZS Olsztyn                     | 3:0 (25:19, 25:22, 25:22)        | Wkręt-met Domex AZS Częstochowa |                     |

#### Mecze o 5. miejsce
(do dwóch zwycięstw)
| Data                                     | Godz.                                    | Gospodarz                                | Rezultat                  | Gość                                 | Widzów              |
| ---------------------------------------- | ---------------------------------------- | ---------------------------------------- | ------------------------- | ------------------------------------ | ------------------- |
| Wózki BT AZS Politechnika Warszawska (7) | Wózki BT AZS Politechnika Warszawska (7) | Wózki BT AZS Politechnika Warszawska (7) | 2 – 0                     | (8) Gwardia Wrocław                  | (8) Gwardia Wrocław |
| 08.04.2006                               | 17:00                                    | Gwardia Wrocław                          | 0:3 (20:25, 21:25, 23:25) | Wózki BT AZS Politechnika Warszawska | 500                 |
| 21.04.2006                               | 18:30                                    | Wózki BT AZS Politechnika Warszawska     | 3:0 (25:21, 31:29, 25:18) | Gwardia Wrocław                      | 900                 |

#### Mecze o 7. miejsce
(do dwóch zwycięstw)
| Data                | Godz.               | Gospodarz                        | Rezultat                         | Gość                                 | Widzów                               |
| ------------------- | ------------------- | -------------------------------- | -------------------------------- | ------------------------------------ | ------------------------------------ |
| Resovia Rzeszów (5) | Resovia Rzeszów (5) | Resovia Rzeszów (5)              | 2 – 1                            | (6) Mostostal-Azoty Kędzierzyn-Koźle | (6) Mostostal-Azoty Kędzierzyn-Koźle |
| 08.04.2006          | 17:00               | Mostostal-Azoty Kędzierzyn-Koźle | 3:1 (21:25, 25:15, 25:19, 25:19) | Resovia Rzeszów                      | 350                                  |
| 21.04.2006          | 18:00               | Resovia Rzeszów                  | 3:0 (25:21, 25:21, 31:29)        | Mostostal-Azoty Kędzierzyn-Koźle     | 500                                  |
| 22.04.2006          | 17:00               | Resovia Rzeszów                  | 3:0 (25:19, 25:15, 25:22)        | Mostostal-Azoty Kędzierzyn-Koźle     | 400                                  |

## Faza play-out

### Mecze o 9. miejsce
(do czterech zwycięstw)
| Data               | Godz.              | Gospodarz                    | Rezultat                               | Gość                              | Widzów                            |
| ------------------ | ------------------ | ---------------------------- | -------------------------------------- | --------------------------------- | --------------------------------- |
| VKS Joker Piła (9) | VKS Joker Piła (9) | VKS Joker Piła (9)           | 4 – 0                                  | (10) PKE Polska Energia Sosnowiec | (10) PKE Polska Energia Sosnowiec |
| 18.03.2006         | 18:00              | VKS Joker Piła               | 3:2 (22:25, 25:14, 24:26, 25:21, 15:5) | PKE Polska Energia Sosnowiec      |                                   |
| 25.03.2006         | 17:00              | PKE Polska Energia Sosnowiec | 0:3 (22:25, 22:25, 19:25)              | VKS Joker Piła                    | 1200                              |
| 30.03.2006         | 18:00              | VKS Joker Piła               | 3:2 (30:28, 25:19, 21:25, 22:25, 15:5) | PKE Polska Energia Sosnowiec      | 1200                              |
| 31.03.2006         | 18:00              | VKS Joker Piła               | 3:0 (25:21, 25:19, 25:21)              | PKE Polska Energia Sosnowiec      | 1700                              |

## Baraże
(do trzech zwycięstw)
| Data           | Godz.          | Gospodarz                | Rezultat                               | Gość                     | Widzów                   |
| -------------- | -------------- | ------------------------ | -------------------------------------- | ------------------------ | ------------------------ |
| VKS Joker Piła | VKS Joker Piła | VKS Joker Piła           | 1 – 3                                  | Delecta/Chemik Bydgoszcz | Delecta/Chemik Bydgoszcz |
| 28.04.2006     | 18:00          | VKS Joker Piła           | 2:3 (25:20, 25:23, 17:25, 22:25, 6:15) | Delecta/Chemik Bydgoszcz | 1300                     |
| 29.04.2006     | 18:00          | VKS Joker Piła           | 3:0 (25:22, 25:20, 25:20)              | Delecta/Chemik Bydgoszcz | 1200                     |
| 05.05.2006     | 18:00          | Delecta/Chemik Bydgoszcz | 3:1 (25:23, 25:18, 22:25, 25:23)       | VKS Joker Piła           | 2900                     |
| 06.05.2006     | 17:00          | Delecta/Chemik Bydgoszcz | 3:0 (25:23, 26:24, 25:19)              | VKS Joker Piła           | 3000                     |

## Klasyfikacja końcowa
| Lp. | Drużyna                              |
| --- | ------------------------------------ |
| 1   | BOT Skra Bełchatów                   |
| 2   | Jastrzębski Węgiel                   |
| 3   | PZU AZS Olsztyn                      |
| 4   | Wkręt-met Domex AZS Częstochowa      |
| 5   | Wózki BT AZS Politechnika Warszawska |
| 6   | Gwardia Wrocław                      |
| 7   | Resovia Rzeszów                      |
| 8   | Mostostal-Azoty Kędzierzyn-Koźle     |
| 9   | VKS Joker Piła                       |
| 10  | PKE Polska Energia Sosnowiec         |

| Mistrzostwo                  |
| ---------------------------- |
| BOT Skra Bełchatów           |
| Puchar                       |
| BOT Skra Bełchatów           |
| Spadek do I ligi             |
| VKS Joker Piła               |
| PKE Polska Energia Sosnowiec |
| Awans z I ligi               |
| Jadar Radom                  |
| Delecta/Chemik Bydgoszcz     |

## Prawa transmisyjne
Wyłączne prawa transmisyjne do rozgrywek posiadała Telewizja Polsat. W każdej kolejce w TV4 oraz w Polsacie Sport pokazywane były dwa spotkania – grane w soboty o 13:00 oraz w niedziele o 15:00 (z wyjątkiem 4. kolejki, w której transmitowano wyłącznie jedno spotkanie).
W sezonie 2005/2006 w TV4 i Polsacie Sport łącznie pokazano 49 spotkań Polskiej Ligi Siatkówki.
| Lista meczów PLS pokazanych w TV4 i Polsacie Sport | Lista meczów PLS pokazanych w TV4 i Polsacie Sport | Lista meczów PLS pokazanych w TV4 i Polsacie Sport                      | Lista meczów PLS pokazanych w TV4 i Polsacie Sport |
| Faza zasadnicza                                    | Faza zasadnicza                                    | Faza zasadnicza                                                         | Faza zasadnicza                                    |
| Kolejka                                            | Data                                               | Mecz                                                                    | Telewizja                                          |
| -------------------------------------------------- | -------------------------------------------------- | ----------------------------------------------------------------------- | -------------------------------------------------- |
| 1                                                  | 15.10.2005                                         | Gwardia Wrocław – PZU AZS Olsztyn                                       | TV4                                                |
| 1                                                  | 16.10.2005                                         | VKS Joker Piła – BOT Skra Bełchatów                                     | TV4                                                |
| 2                                                  | 22.10.2005                                         | PKE Polska Energia Sosnowiec – Jastrzębski Węgiel                       | TV4                                                |
| 2                                                  | 23.10.2005                                         | BOT Skra Bełchatów – PZU AZS Olsztyn                                    | TV4                                                |
| 3                                                  | 29.10.2005                                         | Wkręt-met Domex AZS Częstochowa – BOT Skra Bełchatów                    | TV4                                                |
| 3                                                  | 30.10.2005                                         | Mostostal-Azoty Kędzierzyn-Koźle – PKE Polska Energia Sosnowiec         | TV4                                                |
| 4                                                  | 06.11.2005                                         | BOT Skra Bełchatów – Jastrzębski Węgiel                                 | TV4                                                |
| 5                                                  | 12.11.2005                                         | Mostostal-Azoty Kędzierzyn-Koźle – BOT Skra Bełchatów                   | TV4                                                |
| 5                                                  | 13.11.2005                                         | Resovia Rzeszów – PKE Polska Energia Sosnowiec                          | TV4                                                |
| 6                                                  | 19.11.2005                                         | PZU AZS Olsztyn – Mostostal-Azoty Kędzierzyn-Koźle                      | TV4                                                |
| 6                                                  | 20.11.2005                                         | Gwardia Wrocław – Resovia Rzeszów                                       | TV4                                                |
| 7                                                  | 26.11.2005                                         | Resovia Rzeszów – BOT Skra Bełchatów                                    | TV4                                                |
| 7                                                  | 27.11.2005                                         | Wózki BT AZS Politechnika Warszawska – PZU AZS Olsztyn                  | TV4                                                |
| 8                                                  | 03.12.2005                                         | Wkręt-met Domex AZS Częstochowa – Wózki BT AZS Politechnika Warszawska  | TV4 i Polsat Sport                                 |
| 8                                                  | 04.12.2005                                         | Jastrzębski Węgiel – Mostostal-Azoty Kędzierzyn-Koźle                   | TV4 i Polsat Sport                                 |
| 9                                                  | 10.12.2005                                         | Resovia Rzeszów – Wkręt-met Domex AZS Częstochowa                       | TV4 i Polsat Sport                                 |
| 9                                                  | 11.12.2005                                         | Wózki BT AZS Politechnika Warszawska – Jastrzębski Węgiel               | TV4 i Polsat Sport                                 |
| 10                                                 | 07.01.2006                                         | Wózki BT AZS Politechnika Warszawska – Mostostal-Azoty Kędzierzyn-Koźle | TV4 i Polsat Sport                                 |
| 10                                                 | 08.01.2006                                         | BOT Skra Bełchatów – VKS Joker Piła                                     | TV4 i Polsat Sport                                 |
| 11                                                 | 14.01.2006                                         | Wózki BT AZS Politechnika Warszawska – VKS Joker Piła                   | TV4 i Polsat Sport                                 |
| 11                                                 | 15.01.2006                                         | PZU AZS Olsztyn – BOT Skra Bełchatów                                    | TV4 i Polsat Sport                                 |
| 12                                                 | 21.01.2006                                         | VKS Joker Piła – PZU AZS Olsztyn                                        | TV4 i Polsat Sport                                 |
| 12                                                 | 22.01.2006                                         | BOT Skra Bełchatów – Wkręt-met Domex AZS Częstochowa                    | TV4 i Polsat Sport                                 |
| 13                                                 | 28.01.2006                                         | Jastrzębski Węgiel – BOT Skra Bełchatów                                 | TV4 i Polsat Sport                                 |
| 13                                                 | 29.01.2006                                         | Wkręt-met Domex AZS Częstochowa – PZU AZS Olsztyn                       | TV4 i Polsat Sport                                 |
| 14                                                 | 04.02.2006                                         | BOT Skra Bełchatów – Mostostal-Azoty Kędzierzyn-Koźle                   | TV4                                                |
| 14                                                 | 05.02.2006                                         | PZU AZS Olsztyn – Jastrzębski Węgiel                                    | TV4                                                |
| 15                                                 | 11.02.2006                                         | Mostostal-Azoty Kędzierzyn-Koźle – PZU AZS Olsztyn                      | TV4                                                |
| 15                                                 | 12.02.2006                                         | Jastrzębski Węgiel – Wkręt-met Domex AZS Częstochowa                    | TV4                                                |
| 16                                                 | 18.02.2006                                         | BOT Skra Bełchatów – Resovia Rzeszów                                    | TV4                                                |
| 16                                                 | 19.02.2006                                         | Mostostal-Azoty Kędzierzyn-Koźle – Wkręt-met Domex AZS Częstochowa      | TV4                                                |
| 17                                                 | 25.02.2006                                         | Resovia Rzeszów – PZU AZS Olsztyn                                       | TV4                                                |
| 17                                                 | 26.02.2006                                         | Mostostal-Azoty Kędzierzyn-Koźle – Jastrzębski Węgiel                   | TV4                                                |
| 18                                                 | 04.03.2006                                         | Jastrzębski Węgiel – Wózki BT AZS Politechnika Warszawska               | TV4                                                |
| 18                                                 | 05.03.2006                                         | Wkręt-met Domex AZS Częstochowa – Resovia Rzeszów                       | TV4                                                |
| Faza play-off                                      |                                                    |                                                                         |                                                    |
| Runda                                              | Data                                               | Mecz                                                                    | Telewizja                                          |
| Ćwierćfinały                                       | 11.03.2006                                         | PZU AZS Olsztyn – Resovia Rzeszów                                       | TV4                                                |
| Ćwierćfinały                                       | 12.03.2006                                         | Jastrzębski Węgiel – Mostostal-Azoty Kędzierzyn-Koźle                   | TV4                                                |
| Ćwierćfinały                                       | 18.03.2006                                         | Gwardia Wrocław – BOT Skra Bełchatów                                    | TV4                                                |
| Ćwierćfinały                                       | 19.03.2006                                         | Wózki BT AZS Politechnika Warszawska – Wkręt-met Domex AZS Częstochowa  | TV4                                                |
| Półfinały                                          | 24.03.2006                                         | BOT Skra Bełchatów – PZU AZS Olsztyn                                    | Polsat Sport                                       |
| Półfinały                                          | 25.03.2006                                         | BOT Skra Bełchatów – PZU AZS Olsztyn                                    | TV4                                                |
| Półfinały                                          | 26.03.2006                                         | Wkręt-met Domex AZS Częstochowa – Jastrzębski Węgiel                    | TV4                                                |
| Półfinały                                          | 31.03.2006                                         | PZU AZS Olsztyn – BOT Skra Bełchatów                                    | Polsat Sport                                       |
| Półfinały                                          | 01.04.2006                                         | PZU AZS Olsztyn – BOT Skra Bełchatów                                    | TV4                                                |
| Półfinały                                          | 02.04.2006                                         | Jastrzębski Węgiel – Wkręt-met Domex AZS Częstochowa                    | TV4                                                |
| Fnały                                              | 08.04.2006                                         | BOT Skra Bełchatów – Jastrzębski Węgiel                                 | TV4                                                |
| Fnały                                              | 09.04.2006                                         | BOT Skra Bełchatów – Jastrzębski Węgiel                                 | TV4                                                |
| Fnały                                              | 22.04.2006                                         | Jastrzębski Węgiel – BOT Skra Bełchatów                                 | TV4                                                |
| Fnały                                              | 23.04.2006                                         | Jastrzębski Węgiel – BOT Skra Bełchatów                                 | TV4                                                |